# Mühlendamm
Mühlendamm är en huvudtrafikled i stadsdelen Mitte i Berlin som utgör en del av Bundesstrasse 1 genom Berlin. Den löper över den nuvarande bron Mühlendammbrücke som uppfördes 1966 till 1968 under DDR-epoken och korsar här slussen för flodtrafiken i Spree, Mühlendammschleuse.

## Historia
Namnet går tillbaka på den fördämning i Sprees huvudfåra som anlades här mellan 1220 och 1230, och senare byggdes ut till ett överfallsvärn som drev flera vattenkvarnar. Över fördämningen löpte den äldsta bron över floden som sammanband Molkenmarkt och det medeltida Berlin på flodens östra sida med systerstaden Cöllns Fischermarkt på ön Spreeinsel. 
På grund av läget vid flodövergången över Spree kom Mühlendamm att bli en viktig knutpunkt för handel, kvarndrift och flodtrafiken. Vid denna plats korsade landsvägen mellan Teltow och Barnim floden och erbjöd ett alternativ till de äldre flodövergångarna vid Spandau och Köpenick. De sex kvarnarna var under 1400-talet kurfurstens egendom och fungerade bland annat som spannmålskvarnar, sågverk och vadmalsstampar. Här skedde också omlastning av flodtransporter på handelsleden mellan Hamburg och Schlesien, där Berlin-Cölln hade stapelrätt.
Under "den store kurfursten" Fredrik Vilhelm I av Brandenburg på 1600-talet byggdes Mühlendamm om för att få ett mer representativt utseende. De gamla handelsstånden i trä vid flodövergången ersattes av en kolonnad med sex valv, ritad av Johann Arnold Nering, och hela övergången vilade på fem valv genom vilka Spree strömmade för att driva kvarnarna. På gatunivån låg affärslokaler och ovanför valven låg ofta handelsmännens bostäder samt från 1693 till 1739 även Berlinbörsens lokaler.
I slutet av 1800-talet anlades här bron Mühlendammbrücke, efter att vattenkvarnarna blivit tekniskt föråldrade och revs, och 1888 anlades även en ny sluss här, Mühlendammschleuse. Bron breddades då för den tilltagande trafiken. Under arbeten för Welthauptstadt Germania på 1930-talet breddades tillfartsgatorna ytterligare då bland annat Ephraim-Palais och den till sparbank ombyggda 1800-talskvarnbyggnaden revs. Den dåvarande stålbron sprängdes under slaget om Berlin av Wehrmacht för att försvåra den sovjetiska framryckningen genom Berlin under andra världskrigets sista dagar. Bron kunde nödtorftigt rekonstrueras med en ersättningsbro 1946. 
Den nuvarande bron konstruerades 1966 till 1968 under DDR-tiden. Under 2020-talet planeras den befintliga bron ersättas med en modernare bro som åter ska bära spårvägstrafik över floden.